# دریاچه گویگول
دریاچه گویگول (ترکی آذربایجانی: Göygöl) یا دریاچه آبی، دریاچه‌ای نزدیک گنجه واقع در جمهوری آذربایجان است.

## تاریخچه
بر اثر وقوع زمین‌لرزه شدیدی در این منطقه به تاریخ ۲۵ سپتامبر سال ۱۱۳۹ میلادی، صخره‌هایی از کوه کپز کنده و فروریخت که منجر به انسداد و آبگرفتگی در مسیر رود «کرک‌چای» شد. در تبع آن، دریاچه ای از آب شیرین و صاف کوه به وجود آمد. از این رو نام «گویگول» (گوی به ترکی آذربایجانی به معنی رنگ آبی است) که به صافی و پاکی این آب دلالت می‌کند، بدان دریاچه گذاشته شد.
شهر خانلار که در مجاورت دریاچه واقع است، در ۲۵ آوریل سال ۲۰۰۸، به گویگول تغییر نام داده شد. این شهر از سوی مهاجران آلمانی تحت عنوان «هلندروف» در سال ۱۹۱۸ ایجاد شده بود، که احتمال می‌رود اقلیت آلمانی در آذربایجان این شهر را در سال ۱۹۳۸ به خانلار تغییر نام دادند.
در سال ۱۹۴۱، مقامات شوروی مهاجران آلمانی را به قزاقستان نقل مکان دادند، و خانه‌های آن‌ها به دستور آناستاس میکویان به ارامنه واگذار شد. در سال ۱۹۲۵، دریاچه مشمول منطقه حفاطت شده تازه‌تاسیس گویگول شد، که در سال ۲۰۰۸ پارک ملی گوی‌گول جایگزین آن گردید.

## اطلاعات کلی
منطقه بزرگ گویگول دربرگیرنده ۱۹ دریاچه است، که ۸ تا از آن‌ها مانند مارال‌گول، قره‌گول، «ذلیل‌کل» و غیره… در رده دریاچه‌های عظیم قرار دارند.
گویگل در ارتفاع ۱۵۵۶ متر از سطح دریا قرار گرفته‌است. طول آن به ۶۴۶۰ و عمقش به ۹۳ متر می‌رسد. به دلیل تمیز بودن آبش، تا عمق ۸ تا ۱۰ متر از سطح آب، جانوران ساکن دریاچه هویدا و قابل مشاهده با چشم هستند.
دریاچه آکنده از انواع مختلف زیاگان است. ماهی قزل آلا گویگول از معروف‌ترین آبزیان دریاچه به‌شمار می‌رود، که بعد از شکل‌گیری دریاچه از قزل آلای رود تکامل یافته‌است. منطقه گویگل به زمستان‌های خشک و تابستان‌های ملایم و گرم و خوش آوازه دارد.

## در هنر
زیبایی و شیوایی دریاچه گویگل تابه‌حال الهام‌بخش سرودن تعداد کثیری از اشعار، رمان‌ها و موسیقی‌ها شده‌است.